# Backhoppning vid olympiska vinterspelen 1976
Backhoppning vid olympiska vinterspelen 1976 i Innsbruck, Tyrolen, Österrike.

## Medaljörer
| Gren                     | Guld                                | Silver                         | Brons                     |
| Normalbacken Detaljer... | Östtyskland · Hans-Georg Aschenbach | Östtyskland · Jochen Danneberg | Österrike · Karl Schnabl  |
| Stora backen Detaljer... | Österrike · Karl Schnabl            | Österrike · Anton Innauer      | Östtyskland · Henry Glass |

## Medaljtabell
| Pl. | Nation      | Guld | Silver | Brons | Totalt |
| --- | ----------- | ---- | ------ | ----- | ------ |
| 1   | Östtyskland | 1    | 1      | 1     | 3      |
| 1   | Österrike   | 1    | 1      | 1     | 3      |

## Herrar

### Normalbacke
Tävlingen hölls vid "Toni-Seelos-Olympiaschanze" med en K-punkt på 72,5 meter.
- 7 februari 1976

| Medalj | Deltagare                   | Poäng |
| ------ | --------------------------- | ----- |
| Guld   | Hans-Georg Aschenbach (GDR) | 252,0 |
| Silver | Jochen Danneberg (GDR)      | 246,2 |
| Brons  | Karl Schnabl (AUT)          | 242,0 |
| 4      | Jaroslav Balcar (TCH)       | 239,6 |
| 5      | Ernst von Grünigen (SUI)    | 238,7 |
| 6      | Reinhold Bachler (AUT)      | 237,2 |
| 7      | Anton Innauer (AUT)         | 233,5 |
| 7      | Rudolf Wanner (AUT)         | 233,5 |
| 9      | Walter Steiner (SUI)        | 232,2 |
| 10     | Alfred Grosche (FRG)        | 231,9 |

### Stor backe
Tävlingen hölls vid "Bergiselschanze".
- 15 februari 1976

| Medalj | Deltagare                   | Poäng |
| ------ | --------------------------- | ----- |
| Guld   | Karl Schnabl (AUT)          | 234,8 |
| Silver | Anton Innauer (AUT)         | 232,9 |
| Brons  | Henry Glass (GDR)           | 221,7 |
| 4      | Jochen Danneberg (GDR)      | 221,6 |
| 5      | Reinhold Bachler (AUT)      | 217,4 |
| 6      | Hans Wallner (AUT)          | 216,9 |
| 7      | Bernd Eckstein (GDR)        | 216,2 |
| 8      | Hans-Georg Aschenbach (GDR) | 212,1 |
| 9      | Walter Steiner (SUI)        | 208,5 |
| 10     | Jouko Törmänen (FIN)        | 204,9 |